# Eretria
Eretria (în greacă veche Ἐρέτρια, Erétria) a fost un polis din Greciei Antice situat în insula Eubeea.

## Istorie

### Preistorie
Primele dovezi ale activității umane în zona Eretriei sunt cioburi de ceramică și artefacte din piatră din perioada neoliticului târziu (3500–3000 î.Hr.) găsite atât pe acropolă, cât și în câmpia dimprejurul acesteia. Nu au fost încă găsite construcții; prin urmare, nu este clar dacă a existat o așezare permanentă preistorică.
Prima așezare cunoscută din perioada Heladicului timpuriu (3000–2000 î.Hr.) a fost localizată pe câmpia din jurul actualei localități Eretria. Până acum au fost găsite un hambar și alte câteva clădiri, precum și un cuptor de ceramică. Această așezare a fost mutată apoi în zona acropolei în perioada heladică mijlocie (2000–1600 î.Hr.), deoarece câmpia a fost inundată de apele lagunei din apropiere. În perioada heladică târzie (1600–1100 î.Hr.), populația s-a diminuat, iar rămășițele găsite până acum au fost interpretate ca aparținând unui post de observație, situl respectiv fiind abandonat în timpul „Erei întunecate a Greciei”.

### Perioada arhaică
Cea mai veche mențiune care a supraviețuit despre Eretria este cea a lui Homer (Iliada 2.537), care enumeră Eretria ca una dintre cetățile grecești care au trimis corăbii cu războinici în Războiul troian. În secolul al VIII-lea î.Hr., Eretria și vecinul și rivalul ei apropiat, Chalkis, erau atât orașe comerciale puternice, cât și prospere. Eretria controla insulele din Marea Egee: Andros, Tinos și Ceos. Eretrienii dețineau, de asemenea, teritoriu în Beoția, din Grecia continentală. Cetatea antică Eretria a fost un și un important centru de producție și comerț cu ceramică. A fost implicată și în colonizarea greacă și a fondat coloniile Pithekoussai și Cumae⁠(d) în Italia, împreună cu Chalkis.
La sfârșitul secolului al VIII-lea î.Hr., Eretria și Chalkis au purtat un război prelungit (cunoscut în principal din relatarea din Tucidide ca Războiul lelantin⁠(d)) pentru controlul câmpiei fertile Lelanto, obiect al pretențiilor ambelor orașe. Se cunosc puține detalii despre acest război, dar este clar că Eretria a fost învinsă. Orașul a fost distrus și Eretria și-a pierdut pământurile din Beoția și insulele controlate din Marea Egee. Nici Eretria, nici Chalkis nu au mai contat niciodată prea mult în politica greacă. Ca urmare a acestei înfrângeri, Eretria a trecut la colonizare. Ea a întemeiat colonii în nordul Mării Egee, pe coasta Macedoniei, în Italia și în Sicilia.
În 499 î.Hr., Eretria a sprijinit Revolta ioniană⁠(d) care izbucnise în Milet, oraș cu care Eretria avusese relații strânse în timpul războiului lelantin. Din cauza sprijinului oferit Miletului și a faptului că eretrienii, împreună cu atenienii, arseseră o mare parte din orașului Sardes (capitala satrapiei Lidia), ca represalii perșii au cucerit și incendiat Eretria în timpul Primei invazii persane a Greciei (campania lui Datis și Artaphernes din anul 490 î.Hr.). Locuitorii rămași în viață au fost înrobiți și deportați în Ardericca⁠(d), lângă Susa. Cu această ocazie, perșii au distrus și marele templu al lui Apollo, construit în jurul anului 510 î.Hr.; părți ale frontonului acestui templu au fost găsite în 1900, inclusiv fragmente ale unei statui a zeiței Atena.

### Perioada clasică
Eretria a fost reconstruită la scurt timp după distrugerea din 490 î.Hr. și a luat parte cu un contingent de 600 de hopliți la Bătălia de la Plateea (479 î.Hr.). Scriitorul antic Plutarh menționează o femeie din Eretria, „care a fost ținută de Artaban” la curtea lui Artaxerxes I, și care a facilitat audiența pe care Temistocle a obținut-o la regele persan.
În anul 478 î.Hr., întreaga insulă Eubeea a devenit parte a Ligii de la Delos, aflată ulterior sub hegemonia Atenei, deși Eretria și alte orașe din Eubeea s-au răzvrătit fără succes împotriva Atenei în 446 î.Hr. În timpul Războiului peloponesiac, Eretria a fost un aliat al Atenei împotriva rivalilor ei dorieni, Sparta și Corint. Dar mai târziu, eretrienii, împreună cu alte orașe-state din „Imperiul atenian”, au găsit dominația ateniană ca fiind prea apăsătoare și profitând de victoria spartanilor asupra atenienilor în Bătălia de la Eretria⁠(d) (411 î.Hr.), toate orașele din insula Eubeea s-au răzvrătit.
După înfrângerea finală din Războiul peloponesiac (404 î.Hr.), Atena și-a revenit din punct de vedere politic, economic și militar și a restabilit hegemonia ei asupra Insulei Eubeea, care era o sursă esențială de cereale pentru populația urbană ateniană. Eretrienii au participat la unele dintre războaiele din secolul al IV-lea î.Hr. (Războiul Corintian și Bătălia de la Mantineea⁠(d)), de partea Atenei, dar s-au răzvrătit din nou în 349 î.Hr. și de această dată atenienii nu și-au putut recupera controlul asupra Eretriei. În anul 343 î.Hr., susținătorii regelui Filip al II-lea al Macedoniei au câștigat controlul asupra orașului, dar atenienii sub conducerea lui Demostene l-au recucerit în 341 î.Hr.

### Perioada macedoneană
Bătălia de la Cheroneea⁠(d) din 338 î.Hr., în care Filip al II-lea al Macedoniei a învins armatele aliate ale principalelor polisuri din Grecia, a marcat sfârșitul orașelor grecești ca state independente. Cu toate acestea, sub stăpânirea macedoneană, Eretria a cunoscut o nouă perioadă de prosperitate care a durat până în secolul al III-lea î.Hr., așa cum atestă inscripții rămase din acea perioadă, extinderile de la secțiunile de vest și de sud ale zidurilor cetății și de multe clădiri noi private și publice, inclusiv circul.
Din 318 până în 312 î.Hr., regele Casandru a locuit în Eretria și l-a însărcinat pe Philoxenus din Eretria să picteze Bătălia de la Issos (faimosul „mozaic al lui Alexandru”⁠(d) de la muzeul din Napoli fiind o copie a acestei picturi), precum și unele dintre picturile murale din mormântul de la Vergina al lui lui Filip al II-lea.
În anul 304 î.Hr., Demetrios Poliorketes⁠(d) a acordat orașului o autonomie parțială. În acea perioadă, Eretria a fost sediul școlii post-socratice din Elida⁠(d), mutată aici de către Menedemos din Eretria⁠(d). După Războiul Chremonidian⁠(d) (267–262 î.Hr.), în cetate a fost instalată o garnizoană macedoneană permanentă.

### Perioada romană
În 198 î.Hr., în timpul celui de-al Doilea Război Macedonean⁠(d), Eretria a fost cucerită și jefuită de romani. Amiralului Lucius Quinctius Flamininus⁠(d) i s-au alăturat flotele aliate ale regelui Attalus I⁠(d) din Pergam și ale Rhodosului, acestea fiind folosite pentru asediul Eretriei. În cele din urmă, orașul a fost cucerit în timpul unui atac nocturn, în timpul căruia cetățenii s-au predat. Flamininus a luat o mare colecție de lucrări de artă drept partea sa de pradă.
Eretria a devenit un obiect de dispută între romani și macedoneni, dar a primit o independență parțială și a cunoscut o nouă perioadă de prosperitate. În acea perioadă se țineau concursuri atletice pentru copii și tineri numite Romaia.
În 87 î.Hr., Eretria a suferit mari distrugeri în Primul Război Mitridatic⁠(d) (război dus de Republica Romană împotriva regelui Mitridates al VI-lea al Pontului).
Eretria și-a păstrat importanța și în timpul Imperiului Roman, apoi a decăzut treptat, în special din cauza transformării în mlaștini a zonelor învecinate.

## Arheologie

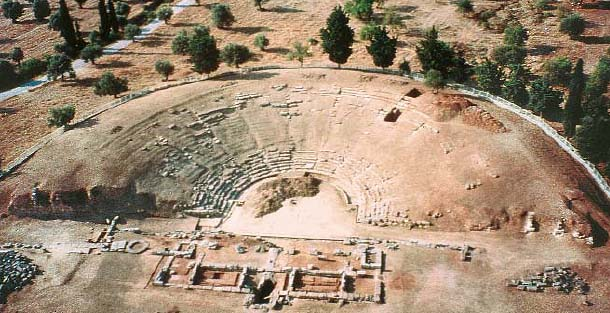
Teatrul antic din Eretria

Săpăturile arheologice din zona orașului antic au început în anii 1890, iar din 1964 au fost efectuate de către Serviciul Arheologic Grec⁠(d) în colaborare cu Școala Elvețiană de Arheologie din Grecia⁠(d).
Au fost descoperite o parte din zidurile orașului antic (circa 4 km) și portul acestuia. Mai mult, au fost găsite urme ale templului lui Apollo, de la sfârșitul secolului al VI-lea î.Hr., distrus în 490 î.Hr. de către perși. Acolo a fost găsit un fragment sculptural reprezentând o amazonomahie, având-o ca figură centrală pe zeița Atena.
Teatrul, aflat la poalele acropolei, datează din secolul al III-lea î.Hr. Lângă acesta se află și un templu, probabil al lui Dionysos, gimnazionul, un sanctuar al zeiței Isis și o necropolă. Aici s-au găsit fragmente de ceramică din perioada secolului al VIII-lea până în secolul al VI-lea î.Hr., cu ornamente geometrice, numite vase eretriene.
Tot din Eretria provin doi kouros⁠(d) (statui antice reprezentând bărbați tineri), păstrați în muzeul din Chalkis.

### Situri arheologice
Multe dintre rămășițele orașului antic pot fi văzute și în prezent, inclusiv:
- Părți din zidurile orașului (circa 4 km lungime) și din porțile acestuia
- Teatrul antic
- Palatele I și II
- Gimnazionul
- Casa cu mozaicuri
- Băile
- Templul lui Apollo Daphnephoros
- Templul lui Artemis
- Templul lui Isis
- Templul lui Dionysos
- Acropola
- Mormântul macedonean

## Galerie de imagini

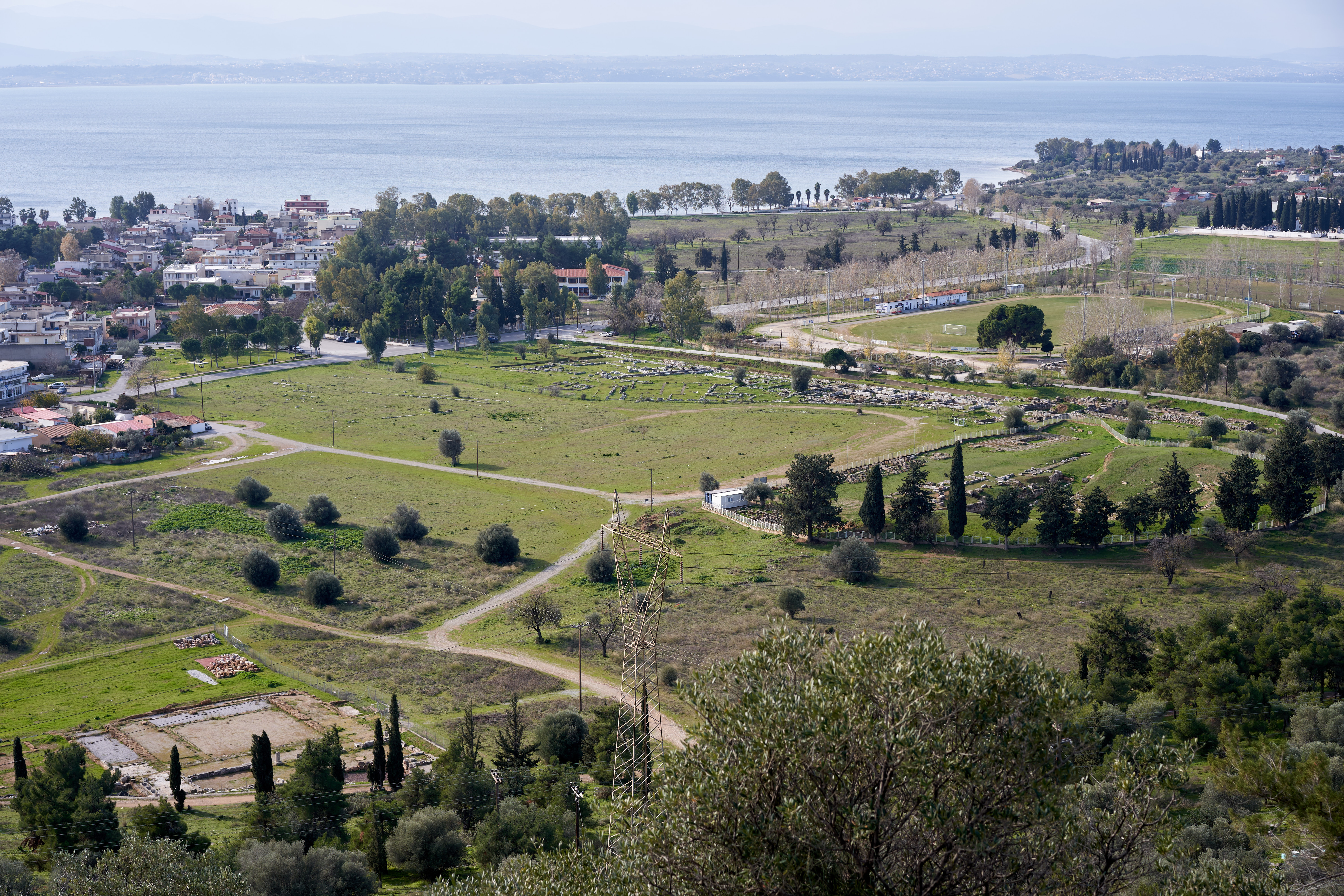
Teatrul antic și gimnazionul
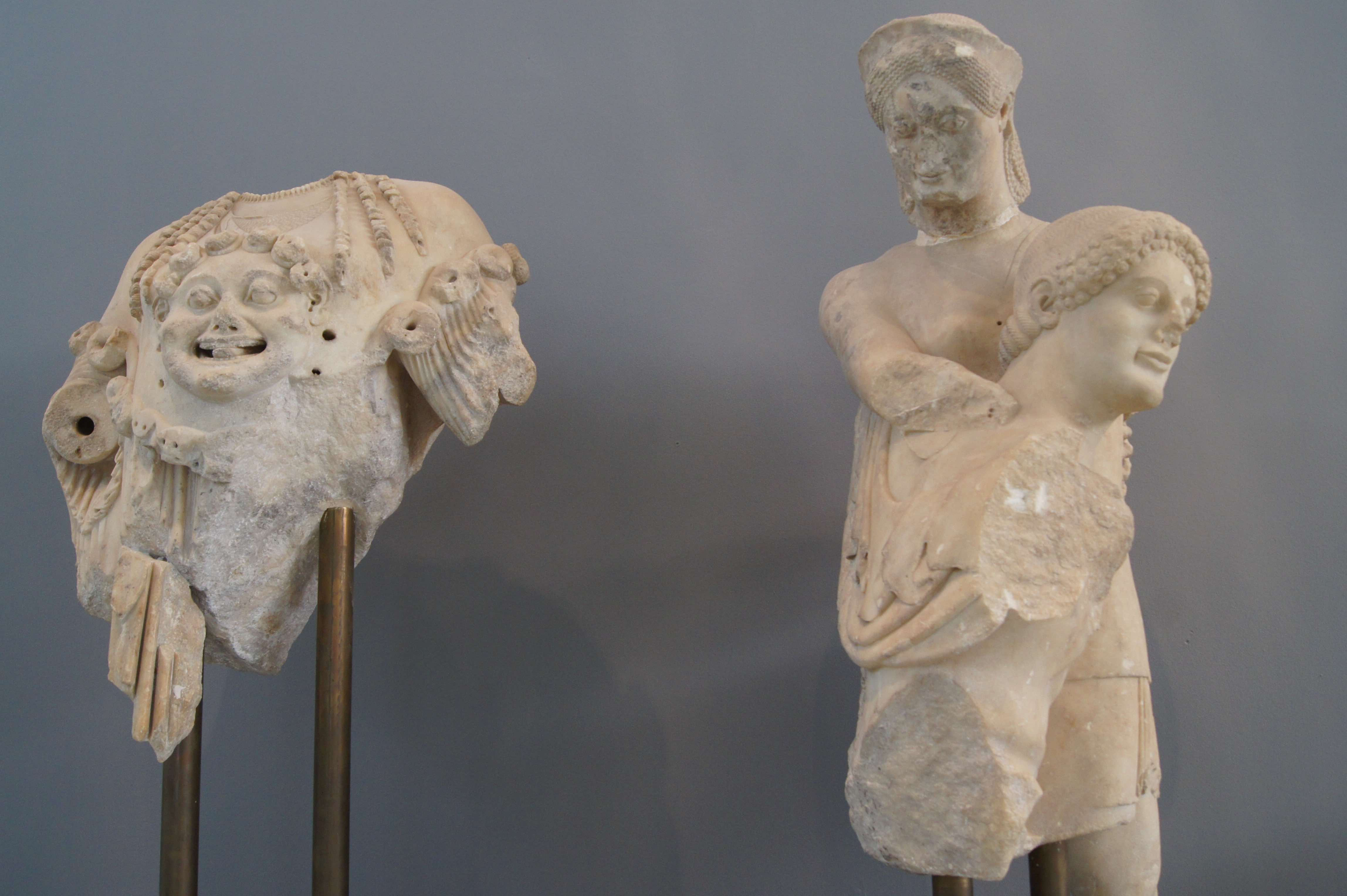
Fragmente din frontonul  Templului lui Apollo
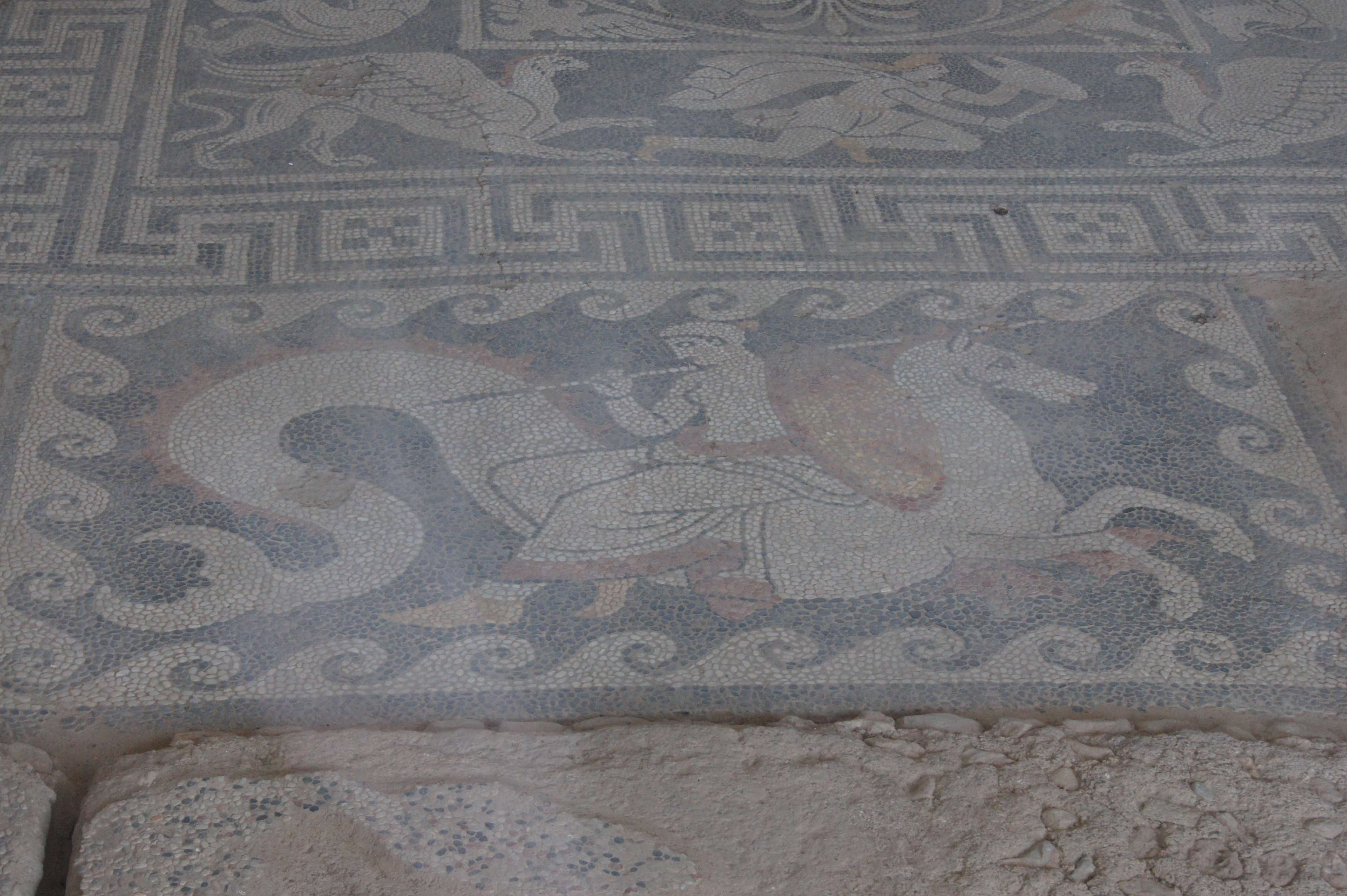
Casa cu mozaicuri
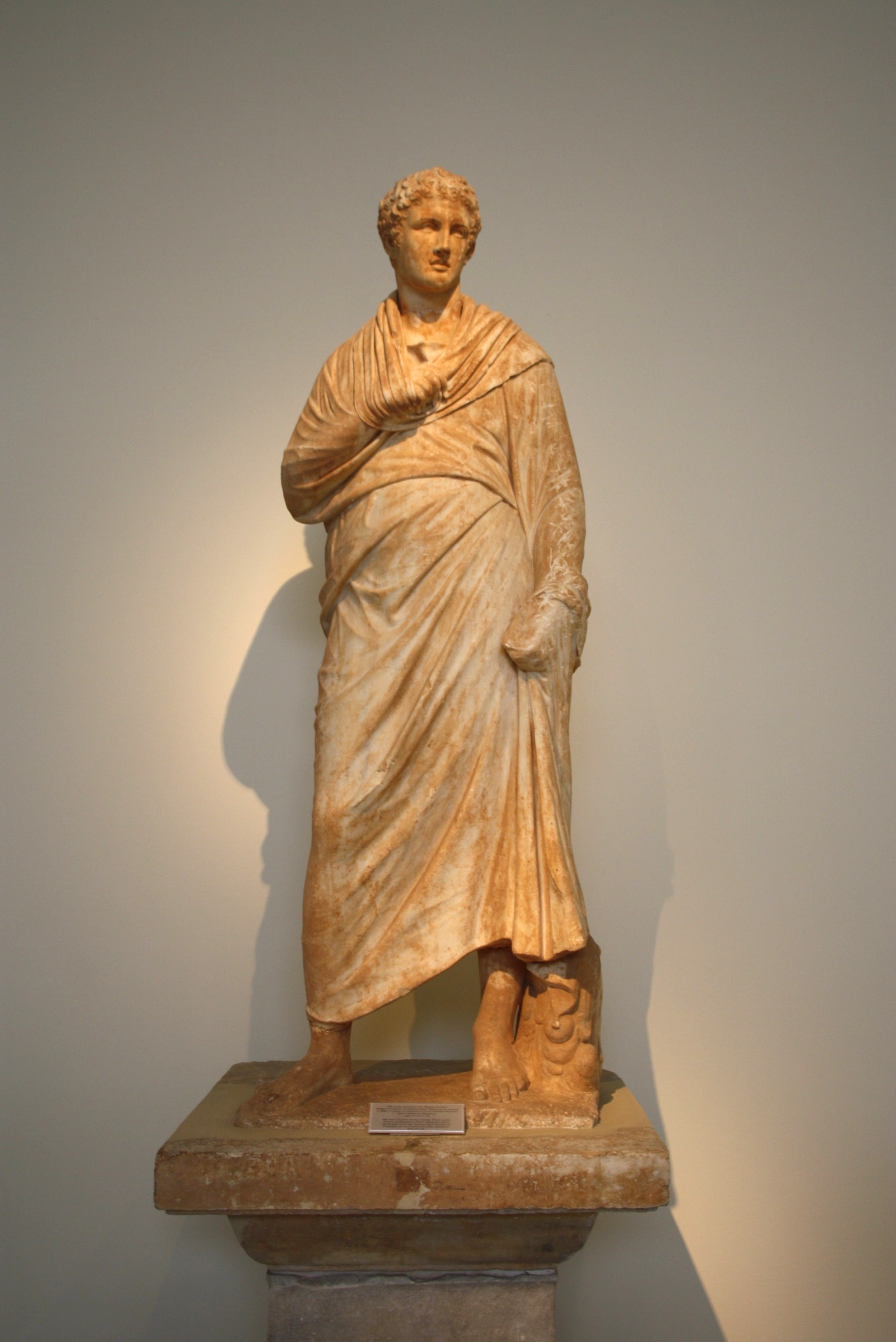
Statuia unui tânăr purtând un himation
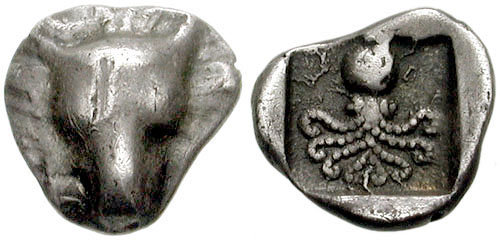
Monedă de argint emisă de polisul Eretria (500–465 î.Hr.)
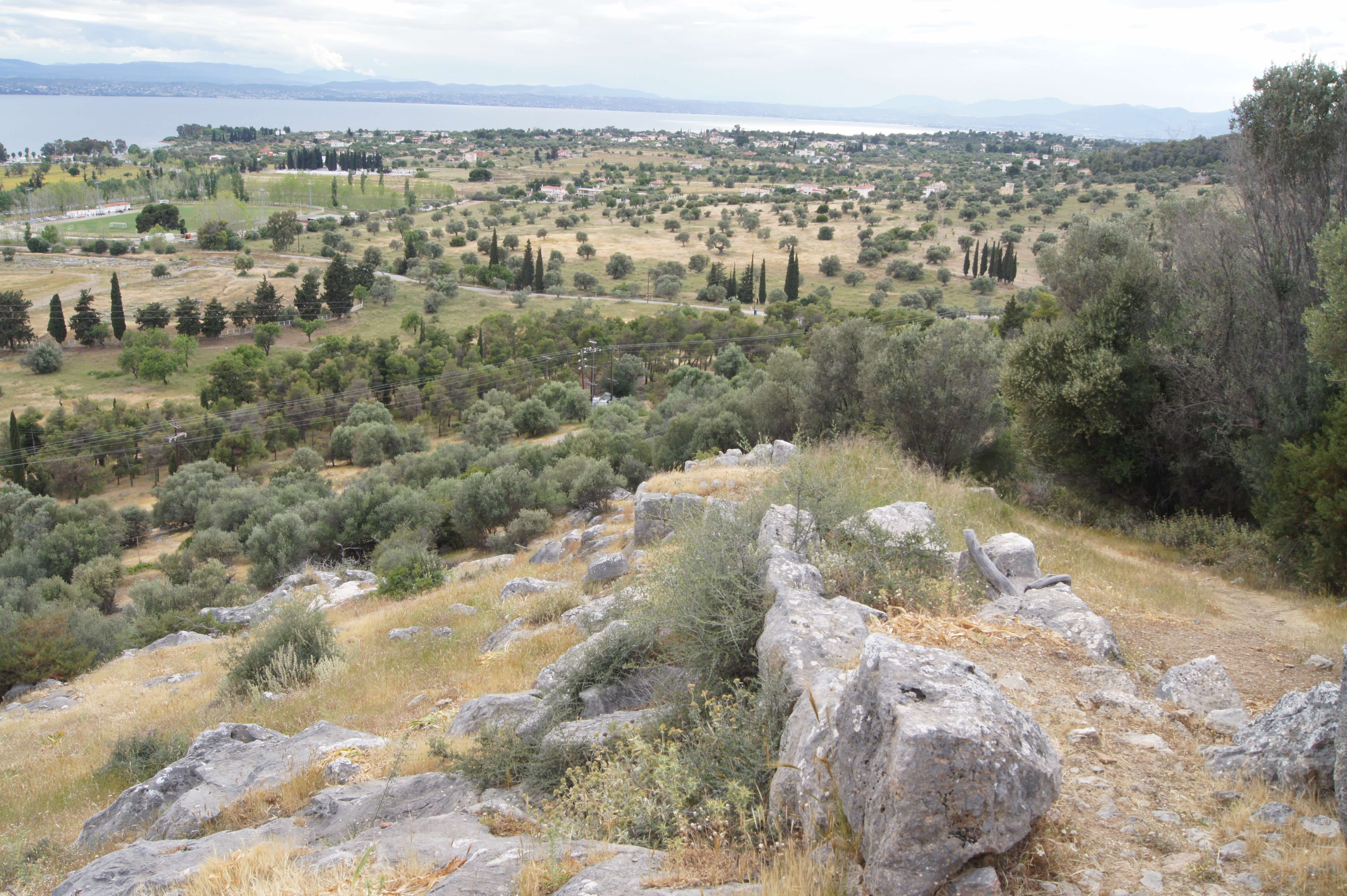
Rămășite ale zidurile acropolei din Eretria